# Mellassine

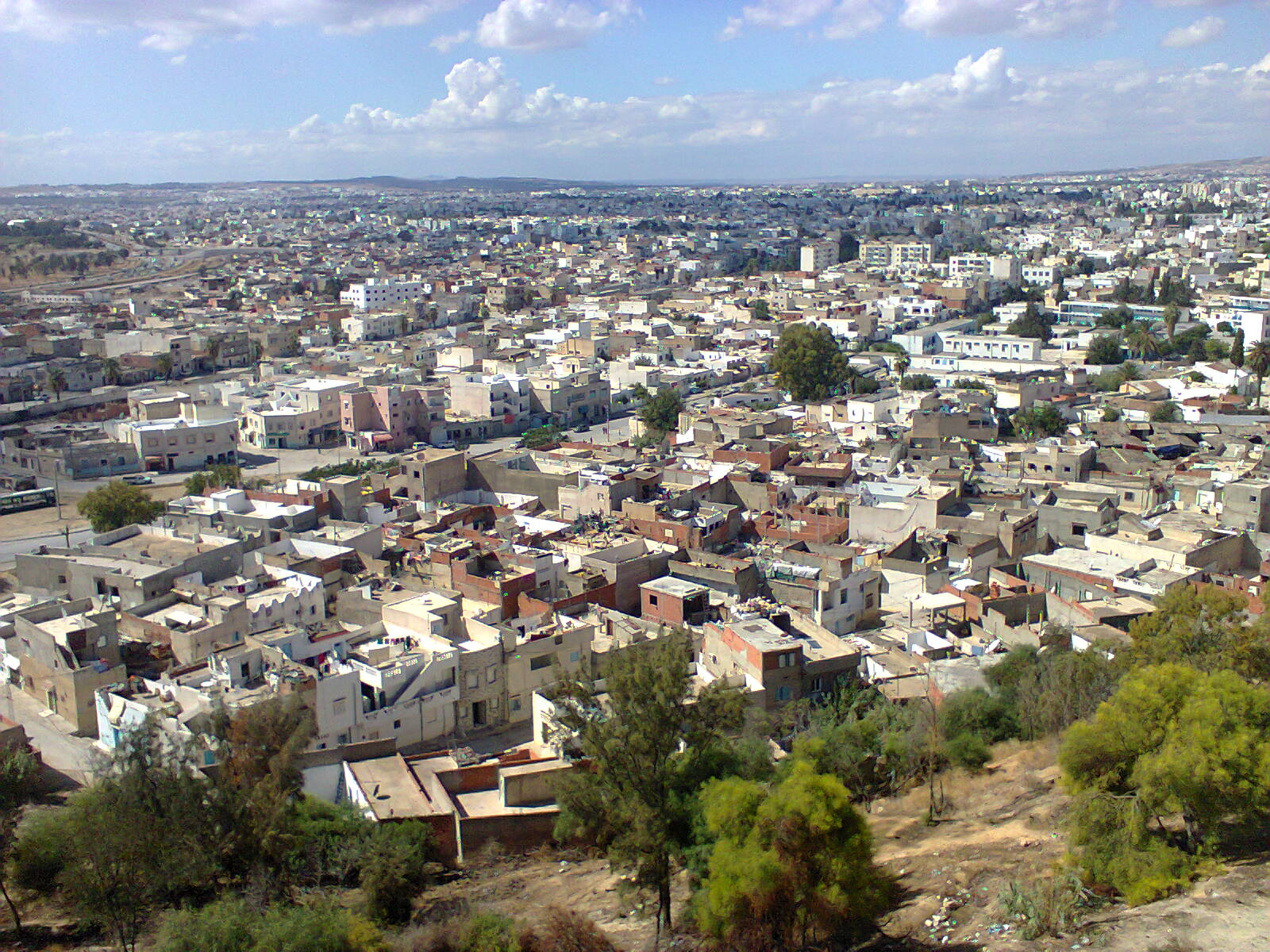
Vue panoramique de Mellassine depuis la faculté des sciences humaines et sociales de Tunis.

Mellassine (arabe : الملاسين) est un quartier populaire de Tunis situé près de la banlieue nord-ouest. Peuplé de 6 210 habitants en 2004, il est rattaché au gouvernorat de Tunis.

## Présentation
Comme Tunis lui était interdite depuis le règne des Almohades, au XIIe siècle, une petite communauté juive était installée dans le village de Melassine, que les musulmans appellent encore « ville des Juifs » à la fin du XIXe siècle, alors que leur fondouk se situe, selon Léon l'Africain vers 1530, dans les faubourgs de Tunis, près de Bab El Bhar (« Porte de la mer »),,.
C'est à partir des années 1940 que le rivage oriental de la sebkha Séjoumi accueille les premiers migrants ruraux et les premiers noyaux de « gourbivilles ». Cette zone doit son nom à l'activité des fabricants de braseros en argile. Les facteurs qui déclenchent cette installation sont la proximité de la médina et l'opacité du statut juridique des terres dont la plupart sont rattachées aux habous.